# Selbys Forest
Selbys Forest var en civil parish 1866–1955 när det uppgick i Earle och Kirknewton, i grevskapet Northumberland i England. Civil parish var belägen 7 km från Wooler och hade 34 invånare år 1951.